# ヒュー・マクドネル (第4代アントリム伯爵)
第4代アントリム伯爵ヒュー・シーモア・マクドネル（英語: Hugh Seymour McDonnell, 4th Earl of Antrim、1812年8月7日/1813年8月7日 – 1855年7月19日）は、イギリスの貴族。

## 生涯
マーク・ロバート・カー（1776年 – 1840年）と第3代アントリム女伯爵シャーロット・マクドネル（1779年 – 1835年）の息子として、1812年8月7日/1813年8月7日に生まれ、9月4日に洗礼を受けた。出生名はヒュー・シーモア・カー（Hugh Seymour Kerr）だったが、1836年6月27日に免許状を得て姓をマクドネルに改めた。また、1835年10月26日に母が死去すると、アントリム伯爵の爵位を継承した。
1836年5月3日、ローラ・セシリア・パーカー（Laura Cecilia Parker、1809年 – 1883年1月26日、第5代マクルズフィールド伯爵トマス・パーカーの娘）と結婚、1女をもうけた。
- ヘレン・ローラ（1922年3月17日没） - 1864年10月15日、第4代準男爵サー・マルコム・マレー＝マグレガーと結婚、子供あり

1855年7月19日にグレナーム城で死去、30日にボナマーギーで埋葬された。弟マークが爵位を継承した。